# موررنینگ لایت (کشتی)
موررنینگ لایت (کشتی) (به انگلیسی: Morning Light (ship)) یک کشتی بود که طول آن ۲۶۵٫۳ فوت (۸۰٫۹ متر) بود. این کشتی در سال ۱۸۵۶ ساخته شد.